# Brugge General Cemetery
Brugge General Cemetery is een Britse militaire begraafplaats met gesneuvelden uit de Tweede Wereldoorlog. Ze is gelegen op het terrein van de Centrale Begraafplaats (Brugge) in Assebroek op ongeveer 1,8 km ten zuiden van de  Grote Markt van Brugge.
Tijdens de Tweede Wereldoorlog werd de British Expeditionary Force betrokken bij de latere stadia van de verdediging van België na de Duitse inval in mei 1940. Daarbij vielen veel slachtoffers bij het dekken van de terugtrekking van de eigen troepen naar Duinkerke. In de volgende jaren kwamen veel bemanningsleden van bommenwerpers om het leven doordat zij werden neergeschoten terwijl zij op weg waren of terugkwamen van opdrachten boven België of Duitsland. Brugge werd op 12 september 1944 door Canadese troepen bevrijd.
Er worden 81 Britten, 1 Nederlander en 1 Tsjech uit de Tweede Wereldoorlog herdacht.
Tussen de graven van het Belgische Erepark ligt nog 1 Brit (Lambert Robinson, korporaal bij de Royal Air Force) uit de Eerste Wereldoorlog begraven.